# Upconversion

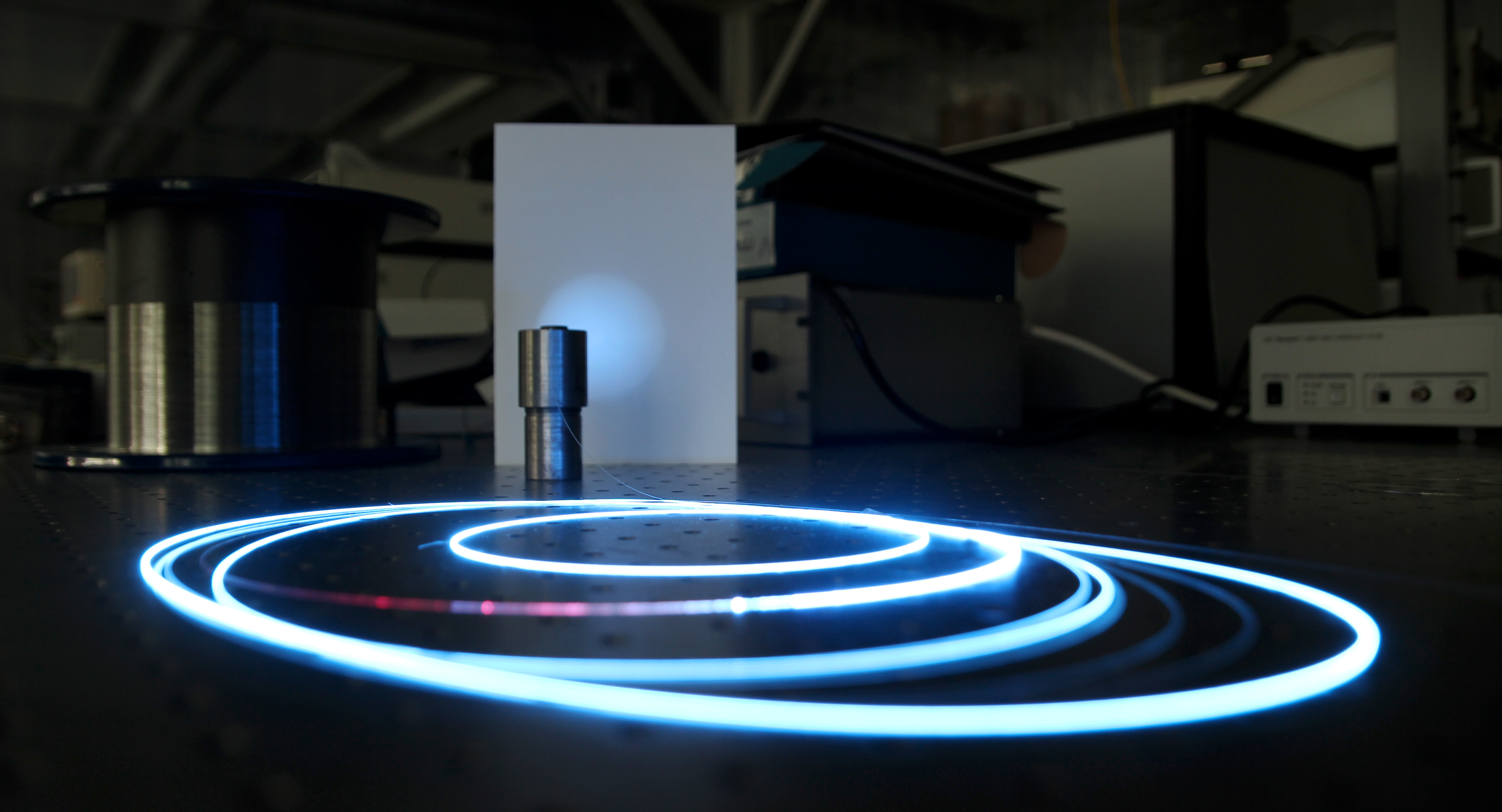
Fibra òptica excitada amb llum infrarojaen la qual es pot observar l'emissió de llum visible, d'energia més alta, produïda mitjançant el fenomen d'upconversion.

L'upconversion o photon upconversion (UC) (en anglès conversió ascendent de fotons) és un procés mitjançant el qual una substancia absorbeix consecutivament dos o més fotons, per després alliberar-ne un d'energia superior, en forma d'emissió de tipus Anti-Stokes. Els materials que poden dur a terme aquest procés poden ser tan orgànics com inorgànics a través de diferents mecanismes. Les molècules orgàniques que poden dur a terme el procés solen ser hidrocarburs aromàtics policíclics (PAHs), mentre que els materials inorgànics solen contenir cations d'elements corresponents als metalls de transició o als lantànids com per exemple Ln3+, Ti2+, Ni2+, Mo3+, Re4+, Os4+, entre d'altres. El procés va ser observat per primer cop per François Auzel l'any 1966.

## Processos físics
Hi ha tres mecanismes principals per dur a terme el fenomen d'upconversion en materials inorgànics i dos en materials orgànics.
En materials inorgànics l'upconversion té lloc a través d'upconversion de transferència d'energia (Energy Transfer Upconversion o ETU), absorció d'estat excitat (Excited-state absorption o ESA) i l'allau fotònica (Photon Avalanche o PA). Aquests processos poden ser observats en materials de mides i estructures molt diverses, incloent però no limitat a fibres òptiques, cristalls tridimensionals o nanopartículaes, sempre i que continguin algun catió d'un o més metalls de transició.
Els materials inorgànics, en canvi, poden mostrar upconversion mitjançant aniquilació sensibilitzada triplet-triplet (sensitized triplet-triplet annihilation o sTTA) o per acumulació d'energia.
És important la distinció entre el fenomen d'upconversion i els processos de absorció de dos fotons i d'emissió del segon harmònic. Tot i que aquests dos processos culminen amb l'emissió d'un fotó d'energia superior a la incident, igual que el d'upconversion, el mecanisme pel que es produeixen és diferent.

### Aniquilació sensibilitzada triplet-triplet

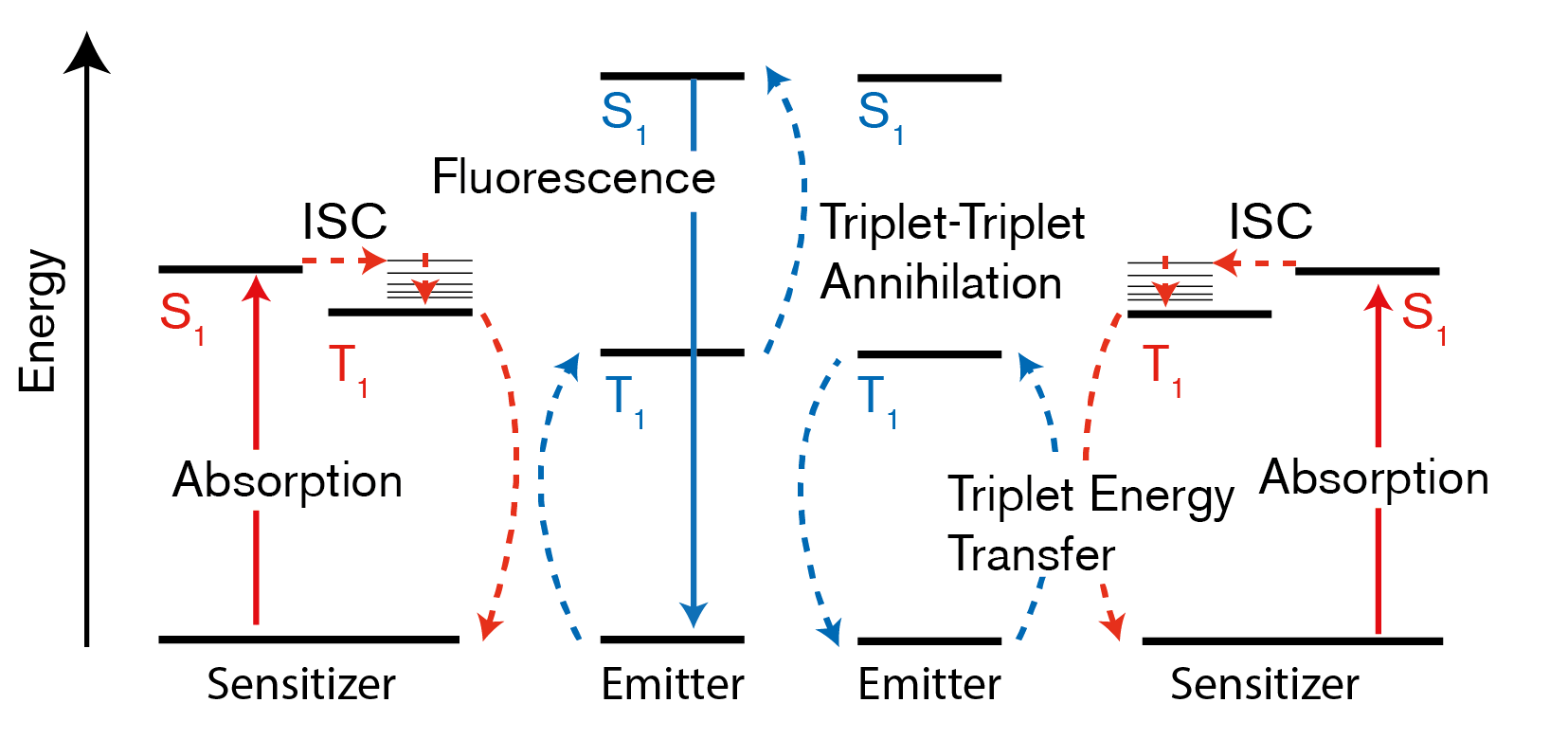
Esquema de les diferents etapes que donen lloc al fenomen d'upconversion mitjançant el procés d'aniquilació sensibilitzada triplet-triplet (sTTA).

L'aniquilació sensibilitzada triplet-triplet (sTTA) és un procés bimolecular que a través de diferents etapes de transferència d'energia combina els dos fotons de baixa energia en un d'energia superior. Els sistemes de sTTA consisteixen d'una espècie absorbent d'electrons, un sensibilitzador i una espècie d'emissió o d'aniquilació.
El procés és el següent, l'espècie sensibilitzadora absorbeix un fotó que l'excita al seu primer estat triplet excitat, posteriorment, transfereix aquesta energia a l'emissor, generant un estat triplet excitat en aquesta espècie. Finalment, dos emissor excitats interaccionen en un procés anomenat aniquilació triplet-triplet deixant un emissor en un estat singlet excitat i l'altre en el seu nivell base. Per acabar el primer emissor emet un fotó d'alta energia retornant al nivell base. Convertint d'aquesta manera dos fotons de baixa energia en un d'energia superior. El principi que permet aquest fenomen és la llarga vida dels estats triplet excitat en algunes determinades substancies per poder emmagatzemar l'energia dels fotons.
Aquest procés té l'avantatge respecte als altres de ser eficient fins i tot a una baixa intensitat fotònica incident, fent que una possible aplicació sigui millorar l'eficiència de cel·les solars.